# Yozo Aoki
Yozo Aoki (青木 要三, Aoki Yozo) est un footballeur international japonais né le 10 avril 1929 et décédé le 23 avril 2014. Il évoluait au poste de défenseur.

## Biographie
Yozo Aoki reçoit une seule et unique sélection en équipe du Japon, lors de l'année 1955.
En club, il joue en faveur du Chiyoda Life.